# 637
Évszázadok: 6. század – 7. század – 8. század
Évtizedek: 580-as évek – 590-es évek – 600-as évek – 610-es évek – 620-as évek – 630-as évek – 640-es évek – 650-es évek – 660-as évek – 670-es évek – 680-as évek
Évek: 632 – 633 – 634 – 635 –  636 – 637 – 638 – 639 – 640 – 641 – 642

## Események

### Közel-Kelet
- Az arabok januárban ostrom alá veszik a Szászánida Birodalom fővárosát, Ktésziphónt. A város két hónappal később kapitulál, III. Jazdagird sah a kincstárral Médiába menekül.
- Áprilisban a dzsalulai csatában az arabok Hásim ibn Utba vezetésével legyőzik az utolsó perzsa sereget is Mezopotámiában. Moszul és Tikrit kapitulál, Perzsiának a Zagrosz-hegységtől nyugatra eső része teljesen arab kézre kerül.
- Áprilisban hat hónapos ostrom után megadja magát Jeruzsálem. Maga Omár kalifa vonul be a városba, aki éves adó, dzsizja fizetésének fejében szabad vallásgyakorlatot biztosít a keresztényeknek és a zsidóknak (utóbbiak a korábbi bizánci tilalommal ellentétben ismét beköltözhetnek Jeruzsálembe).
- Hálid ibn al Valíd a haziri csatában legyőzi az észak-szíriai bizánci erőket, októberre pedig elfoglalja Aleppót. Ezután az Antiokheia melletti vashídi csatában legyőzi a bizánciakat és megszállja a várost, Szíria fővárosát. Jazíd ibn Abí Szufján rövid ostrom után beveszi Bejrútot és Türoszt. Év végére szinte egész Szíria arab ellenőrzés alá kerül.

### Bizánci Birodalom
- Konstantinápolyban örmény származású főtisztviselők összeesküvést szőnek Hérakleiosz császár eltávolítására és annak törvénytelen fiát, Ióannész Athalarikoszt szeretnék a trónra ültetni. Tervük lelepleződik; a császár megkíméli az összeesküvők életét, de levágatja orrukat és kezüket és száműzi őket.

### Ázsia
- Szongcen Gampo tibeti király palotát építtet Lhászában a későbbi Potala palota helyén.

## Halálozások
- Márijja al-Kibtijja, Mohamed próféta ágyasa

## Fordítás
- Ez a szócikk részben vagy egészben  a(z)   637 című angol Wikipédia-szócikk ezen változatának fordításán alapul.  Az eredeti cikk szerkesztőit annak laptörténete sorolja fel. Ez a jelzés csupán a megfogalmazás eredetét és a szerzői jogokat jelzi, nem szolgál a cikkben szereplő információk forrásmegjelöléseként.